# Ліга Драконів
«Ліга драконів» (англ. League of Dragons) — дев'ятий і останній роман в жанрі альтернативної історії / фентезі «Темерейр» американської письменниці Наомі Новік. Він був випущений видавництвом Del Rey Books 14 червня 2016 року.

## Сюжет
Вторгнення Наполеона в Росію було повністю зірвано. Але навіть поки капітан Вільям Лоуренс і дракон Темерейр переслідують ворога, що відступає, протягом невблаганної зими, Наполеон збирає нові сили, і незабаром у нього буде достатньо людей і драконів, щоб відновити наступ. Поки імператор перегруповується, союзники мають можливість завдати удару першими та перемогти його раз і назавжди — якщо внутрішня боротьба та дрібні сварки їх не роз'єднають.
Усвідомлюючи свою ослаблену позицію, Наполеон пообіцяв драконам у кожній країні — і здичавілим, вірним лише собі — величезні нові права та повноваження, якщо вони воюватимуть під його прапором. Цю пропозицію охоче прийняли від Азії до Африки — і навіть Англія, чиї дракони вже давно сердяться через зневажливе ставлення до них.
Але Лоуренс і його вірний дракон незабаром виявляють, що хитрий Наполеон має напоготові ще один гамбіт — той, який може виграти йому війну та завоювати світ.

## Рецепція
Рецензуючи роман для NPR, письменник Джейсон Геллер заявив: «„Ліга Драконів“ майстерно загортає стільки сюжетних ниток і незакріплених кінців, які накопичувалися протягом попередніх восьми книг». Publishers Weekly погодився, описавши «Лігу Драконів» як роман, «насичений дією та хвилюванням, який наближає серію до чудового та задовольняючого завершення…». Kirkus Reviews висловили менший ентузіазм у своїй рецензії, заявивши: «Не найкращий запис у цій серії, він повільно набирає обертів і дещо розрізнений, але загалом є задовільним завершенням чудової серії».